# Galactia laxiflora
Galactia laxiflora är en ärtväxtart som beskrevs av Ignatz Urban. Galactia laxiflora ingår i släktet Galactia och familjen ärtväxter. Inga underarter finns listade i Catalogue of Life.